# Forelia cayuga
Forelia cayuga är en kvalsterart som beskrevs av Herbert Habeeb. Forelia cayuga ingår i släktet Forelia och familjen Pionidae. Inga underarter finns listade i Catalogue of Life.